# Liste der denkmalgeschützten Objekte in See (Gemeinde)
Die Liste der denkmalgeschützten Objekte in See enthält die 7 denkmalgeschützten, unbeweglichen Objekte der Gemeinde See im Bezirk Landeck.

## Denkmäler
| Foto |                 | Denkmal                                                                           | Standort                                   | Beschreibung | Metadaten |
| ---- | --------------- | --------------------------------------------------------------------------------- | ------------------------------------------ | --- | --- |
| ja   | Datei hochladen | Kapelle hl. Maria in Habigen HERIS-ID: 78389 Objekt-ID: 92050 TKK: 23396seit 2017 | bei Habigen 57 Standort KG: See            | Eine kleinere, dem hl. Josef geweihte Kapelle wurde 1882 durch den heutigen zweijochigen Mauerbau mit eingezogenem, rund schließendem Chor ersetzt. Die Fassaden sind mit Rundbogenportal und rundbogigen Fensteröffnungen mit Putzfaschenrahmung gegliedert. Am schindelgedeckten Satteldach befindet sich ein offener, hölzerner Dachreiter mit Pyramidendach. Das Innere weist eine Stichkappentonne, einen korbbogigen Triumphbogen mit stuckiertem Kämpfergesims und ein Stuckmedaillon mit IHS-Monogramm auf. | BDA-Hist.: Q38152081 Status: Bescheid Stand der BDA-Liste: 2025-06-30 Name: Kapelle hl. Maria in Habigen GstNr.: .140                                         |
| ja   | Datei hochladen | Kath. Pfarrkirche hl. Sebastian HERIS-ID: 55879 Objekt-ID: 64774 TKK: 29846       | bei Kirchstraße 10 Standort KG: See        | Die Kirche wurde 1758/1761 anstelle eines urkundlich 1445 genannten Vorgängerbaus errichtet und 1780 vergrößert. Der schlichte Bau mit eingezogenem, rund schließendem Chor ist durch rundbogig geschlossene Fenster gegliedert. Im Inneren ist das dreijochige Kirchenschiff mit einer Stichkappentonne überwölbt und durch gekoppelte Doppelpilaster gegliedert. Der zweijochige Chorraum mit Stichkappentonne und Pilastergliederung ist mit barocken Gewölbemalereien mit Szenen aus dem Leben des hl. Sebastian geschmückt, die 1759 von Johann Josef Wörle geschaffen wurden. Das Gemälde im Langhaus malte Ludwig Sturm 1930.                                                                    | BDA-Hist.: Q2263334 Status: § 2a Stand der BDA-Liste: 2025-06-30 Name: Kath. Pfarrkirche hl. Sebastian GstNr.: .1 Saint Sebastian Church (See (municipality)) |
| ja   | Datei hochladen | Widum See HERIS-ID: 40259 Objekt-ID: 40160 TKK: 23425                             | Kirchstraße 10 Standort KG: See            | Barocker zweigeschoßiger Bau unter einem Schopfwalmdach aus der 2. Hälfte des 18. Jahrhunderts, mit 1772 bezeichnet. | BDA-Hist.: Q37993751 Status: § 2a Stand der BDA-Liste: 2025-06-30 Name: Widum See GstNr.: .2                                                                  |
| ja   | Datei hochladen | Friedhof See HERIS-ID: 78394 Objekt-ID: 92055 TKK: 106701                         | Kirchstraße (Kirche) Standort KG: See      | Der Friedhof umgibt die Pfarrkirche und die Friedhofskapelle. Er wurde 1762 im Zuge des barocken Neubaus der Kirche angelegt und 1810 und zuletzt 1978 erweitert. Ausschließlich schmiedeeiserne Grabkreuze großteils jüngeren Datums. | BDA-Hist.: Q38152111 Status: § 2a Stand der BDA-Liste: 2025-06-30 Name: Friedhof See GstNr.: 1, 99 Friedhof See, Tyrol                                        |
| ja   | Datei hochladen | Aufbahrungshalle, Totenkapelle HERIS-ID: 78395 Objekt-ID: 92056 TKK: 30906        | gegenüber Kirchstraße 258 Standort KG: See | Im Friedhof der Pfarrkirche stehend, 1964 zum Kriegerdenkmal erweitert. Das Kruzifix um 1675 ist aus dem Umkreis von Andreas Thamasch. Die Pietà aus der Mitte des 18. Jahrhunderts wird dem Bildhauer Johann Ladner zugeschrieben. Das Fresko an der Eingangsfassade stammt von Fred Hochschwarzer (1914–1990) aus dem Jahr 1964. Die Kapelle ist ein schlichter Rechteckbau mit einem polygonalen Abschluss im Westen und einem Satteldach mit Schindeldeckung. An der Ostseite befindet sich der Rundbogeneingang, an den Traufseiten jeweils zwei Rundbogenfenster und im Chorbereich je ein Rundbogenfenster. Das Innere ist ein zweijochiger gewölbter Raum mit Stichkappen, der Chor eingezogen. | BDA-Hist.: Q38152121 Status: § 2a Stand der BDA-Liste: 2025-06-30 Name: Aufbahrungshalle, Totenkapelle GstNr.: 1 Friedhof See, Tyrol                          |
| ja   | Datei hochladen | Matthias-Schmid-Denkmal HERIS-ID: 78391 Objekt-ID: 92052 TKK: 23419               | Standort KG: See                           | Der Gedenkstein für den aus See stammenden Maler Mathias Schmid steht im Weiler Habigen vor seinem Geburtshaus. Über den gemauerten Sockel mit Dachabschluss ist eine Marmortafel in das Mauerwerk eingesetzt mit der Inschrift: In diesem Hause wurde Tirols großer Sohn Mathias Schmid, Maler, kgl. bayer. Professor am 14. November 1835 geboren. Gewidmet von Arthur Achleitner Das Denkmal ist kurz nach dem Hochwasser vom August 2005 zur Restaurierung entfernt worden. Es wurde 2016 in der Nähe des Geburtshauses unweit des ursprünglichen Standortes wieder aufgestellt. | BDA-Hist.: Q38152091 Status: § 2a Stand der BDA-Liste: 2025-06-30 Name: Matthias-Schmid-Denkmal GstNr.: 1604/3                                                |
| ja   | Datei hochladen | Kapelle Labebene und Kruzifix HERIS-ID: 78393 Objekt-ID: 92054 TKK: 23401         | Standort KG: See                           | Der hölzerne Nischenbildstock mit steilem Satteldach und geradem Abschluss wurde in der 1. Hälfte des 20. Jahrhunderts errichtet. In der rundbogigen Nische befindet sich eine Statue Unserer Lieben Frau von Lourdes. Das direkt daneben stehende Wegkreuz in geschlossenem Bretterkasten stammt vom Ende des 19. Jahrhunderts. Es weist einen Corpus im Dreinageltypus und einen einzeiligen Titulus auf. | BDA-Hist.: Q38152102 Status: § 2a Stand der BDA-Liste: 2025-06-30 Name: Kapelle Labebene und Kruzifix GstNr.: .346, 1055 Kapelle Labebene und Kruzifix, See   |